# Дмитро Кмітич
Дмитро Кмітич (*д/н — бл. 1527) — державний і військовий діяч Великого князівства Литовського.

## Життєпис
Походив з українського шляхетського роду Кміти гербу Хоругви Кмітів. Четвертий син Волчка Олександра Кмітича, онук Кміти I Олександровича, черкаського намісника. Його стрийком, напевне, був Матвій Кміта II, намісник вінницький.
Про його діяльність відомо замало. Зумів купити Романівську волость на Житомирщині та Черленків на Брацлавщині. 1501 року стає житомирським старостою. На цій посаді перебував до 1521 року. Помер між 1521 і 1527 роками.

## Родина
- Богуфал (пом. 1528), господарський писар
- Олександр (пом. 1552), войський брацлавський. Засновник гілки Кмітів-Черленківських